# 巴伯縣 (堪薩斯州)
巴伯縣（英語：Barber County，簡稱BA）是美國堪薩斯州南部的一個縣，南鄰奧克拉荷馬州。面積2,943平方公里。根據美國2000年人口普查，共有人口4,974人。縣治梅迪辛洛奇 (Medicine Lodge)。
成立於1867年2月26日，原來的寫法是Barbour，1883年3月1日更正。縣名紀念在堪薩斯內戰中死去的湯瑪斯·W·巴伯。